# Transeamus usque Bethlehem
Transeamus usque Bethlehem (lat., Laat ons naar Bethlehem gaan), ook wel Transeamus  is een uit Silezië afkomstig kerstlied van een onbekende componist. Het betreft een koorwerk, en het lied heeft een pastorale compositie. 
Het lied is geschreven voor vierstemmig koor, waarbij de mannen (in de rol van herders) de eerste strofe zingen en de vrouwen (in de rol van engelen) in de tweede strofen invallen. Aan het einde zingen alle vier stemmen tegelijkertijd. Het lied wordt begeleid door het orgel. Lange tijd werd het lied abusievelijk toegeschreven aan de Duitse kapelmeester Joseph Ignaz Schnabel (1767-1831). Pas in de jaren zestig van de twintigste eeuw werd duidelijk dat alleen het instrumentale arrangement van Schnabel was. 
In Nederland was dit lied jaarlijks op kerstavond te horen op de KRO-radio, en het wordt bijvoorbeeld gezongen na de kerstnachtmis in de rooms-katholieke kerk afhankelijk van het repertoire van het koor wat er dan zingt. 

## Tekst
Transeamus usque Bethlehem
et videamus hoc verbum quod factum est.
Mariam et Joseph et Infantem
positum in praesepio.
Transeamus, audiamus multitudinem
militiae coelestis laudantium Deum,
Mariam et Joseph et Infantem
positum in praesepio.
Gloria, Gloria in Excelsis Deo.
Gloria, Gloria et in terra pax hominibus.
Bonae voluntatis, et in terra pax.
Transeamus et videamus quod factum est.
Laat ons naar Bethlehem gaan
En het woord aanschouwen dat (mens) geworden is
Maria en Jozef en het Kind,
in een kribbe gelegd
Laat ons gaan aanhoren de menigte
van Hemelse Heerscharen die God loven
Maria en Jozef en het Kind,
in een kribbe gelegd
Ere, Ere zij God in den Hoge
Ere, Ere en vrede op aarde voor de mensen
van goede wil, en vrede op aarde
Laat ons gaan en zien wat gebeurd is.